# بيلي بريان
بيلي بريان (بالإنجليزية: Billy Bryan)‏ هو لاعب كرة قدم أمريكية أمريكي، ولد في 21 يونيو 1955 في برلنغتون في الولايات المتحدة.

## وصلات خارجية
- بيلي بريان على موقع مرجع كرة القدم المحترفة.كوم (الإنجليزية)